# Laurent Seksik

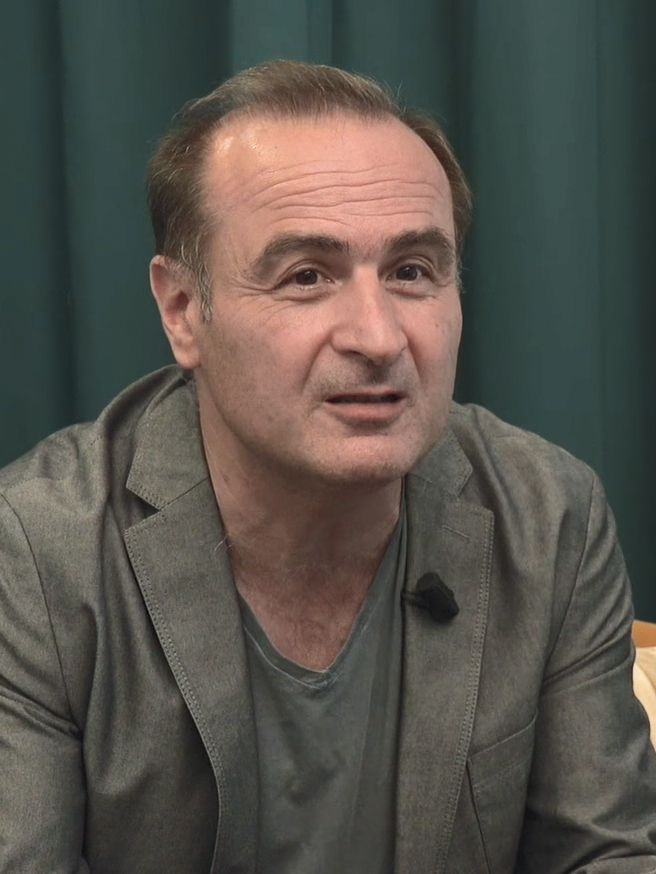
Laurent Seksik (2018)

Laurent Seksik (* 1962 in Nizza, Frankreich) ist ein französischer Arzt, Journalist und Schriftsteller.

## Leben
Nach seinem Medizinstudium wurde Seksik Krankenhausarzt. Vorher hatte er im Rahmen seines Fachstudiums seinen ersten Titel, Diplôme d’études approfondies, in Nuklearmedizin erlangt und wurde an der Medizinischen Fakultät in Paris approbiert. Seine Doktorarbeit konzentrierte sich auf die Magnetresonanztomographie (MRT oder MR) bevor er Assistenzarzt an der UFR Broussais-Hotel-Dieu in Paris wurde. Nach Abschluss der Jahre als Assistenzarzt ließ er seinen Beruf mehrere Jahre ruhen.
1999 veröffentlichte Seksik seinen ersten Roman, dem zwei weitere Bücher folgten. Er arbeitete in dieser Zeit als Literaturkritiker für die Zeitschrift Le Point und nahm während dreier Jahre an Literatursendungen im französischen Fernsehen teil. Im Herbst 2012 wurde Les derniers jours de Stefan Zweig am Théâtre Antoine  in Paris mit den Schauspielern Patrick Timsit und Elsa Zylberstein inszeniert.
Seksik kehrte zu seinem Beruf zurück und teilt sein Leben  seitdem zwischen Medizin und Literatur.

## Veröffentlichungen
- Les mauvaises pensées. Éditions J. C. Lattès, Paris 1999.
  - Die besondere Gabe des Nathan Lewinski. Rowohlt, Reinbek bei Hamburg 2004, ISBN 3-499-23631-1.
- La folle histoire. Éditions J. C. Lattès, Paris 2002.
- La consultation. Éditions J. C. Lattès, Paris 2005.
- Albert Einstein. Éditions Gallimard, Paris 2008.
- Les derniers jours de Stefan Zweig. Roman. Éditions Flammarion, Paris 2010.
  - Vorgefühl der nahen Nacht. Aus dem Französischen von Hanna van Laak. Blessing, München 2011, ISBN 978-3-89667-443-2.[2]
  - Graphic Novel mit Illustrationen von Guillaume Sorel. Casterman, Paris 2012.
  - Die letzten Tage des Stefan Zweig. Jacoby & Sohn, Berlin 2012, ISBN 978-3-941787-78-0.
- La Légende des fils. Roman. Èditions Flammarion, Paris 2011, ISBN 978-2-08-124856-4.
- Le cas Eduard Einstein. Flammarion, Paris 2013, ISBN 978-2-08-124857-1.
  - Der Fall Eduard Einstein. Roman. Blessing, München 2014, ISBN 978-3-89667-520-0.
- L’Exercice de la médecine. Roman. Flammarion, Paris 2015, ISBN 978-2-08-134387-0.

## Auszeichnungen
- 2005: Prix Littré für La Folle Histoire.
- 2011: Prix des Lecteurs Impact Médecine für Les derniers Jours de Stefan Zweig.